# Щецно
Щецно (пол. Szczecno) — село в Польщі, у гміні Далешиці Келецького повіту Свентокшиського воєводства.
Населення — 750 осіб (2011).
У 1975-1998 роках село належало до Келецького воєводства.

## Демографія
Демографічна структура на день 31 березня 2011 року:
|          | Загалом | Допрацездатний вік | Працездатний вік | Постпрацездатний вік |
| -------- | ------- | ------------------ | ---------------- | -------------------- |
| Чоловіки | 365     | 70                 | 257              | 38                   |
| Жінки    | 385     | 69                 | 222              | 94                   |
| Разом    | 750     | 139                | 479              | 132                  |